# Neto (Gott)
Neto, auch Netos oder Netus, ist der Name eines keltiberischen Kriegsgottes, der im Raum von Cadix und Trujillo verehrt wurde. Neto wurde in der Interpretatio Romana mit dem römischen Gott Mars gleichgesetzt. Sein Name ist aus drei Inschriften bekannt.
Der Name kann mit der proto-indogermanischen Wurzel *nei-t- („kämpfen“), möglicherweise auch mit dem angelsächsischen niď („Neid“) verbunden werden. Ein Zusammenhang mit der irischen Sagengestalt Neit wäre deshalb möglich.